# Zygmunt Gloger
Zygmunt Gloger (n. 3 de noviembre de 1845 en Kamianets-Podilskyi, Zarato de Polonia - f. 16 de agosto de 1910 en Varsovia, actual Polonia) fue un historiador, arqueólogo, geógrafo y etnógrafo polaco y portador del escudo de armas de Wilczekosy II de Prusia. Además, fundó la Sociedad Turística de Polonia (PTTK).

## Biografía
Gloger estuvo bajo la influencia profesional de historiadores y geógrafos como Julian Bartoszewicz, Józef Ignacy Krasicki y Wincenty Pol aparte de Oskar Kolberg. Durante los últimos años de la República de las Dos Naciones estuvo viajando a lo largo del país (en aquel entonces afectado por las particiones) donde coincidió con varios académicos europeos. 
Como fundador de la PTTK, en su última voluntad donó su trabajo a la organización etnográfica (Towarzystwo Ethnograficzne), a la biblioteca pública de Varsovia y al Museo de Industria y Agricultura.
Entre sus obras más destacadas se encuentra la  Encyklopedia staropolska ilustrowana (1900-03) considerada a día de hoy el libro más importante de la cultura polacolituana. En 1869 escribió Obchody weselne, en 1892 Pieśni ludu, Księga rzeczy polskich (1896) y Rok polski w życiu, tradycji i pieśni en 1900.